# Axel Nordlander
Axel Nils August Nordlander  (Hagge, 21 de setembro de 1879 -  30 de abril de 1962) foi um adestrador e oficial sueco, bicampeão olímpico. 

## Carreira
Axel Nordlander representou seu país nos Jogos Olímpicos de 1912, na qual conquistou a medalha de ouro no CCE por equipes, e no individual. 